# 3512 Eriepa
3512 Eriepa este un asteroid din centura principală, descoperit pe 8 ianuarie 1984 de Joe Wagner.